# Naomi (Vorname)
Naomi ist ein überwiegend weiblicher, aber auch von Männern getragener Vorname.

## Herkunft und Bedeutung
Der Name Naomi hat je nach Herkunft eine unterschiedliche Bedeutung.
Einerseits leitet sich Naomi vom hebräischen Namen נָעֳמִי nå‘åmî ab und stellt so eine überwiegend englische Variante zu Noemi dar.
Andererseits handelt es sich bei Naomi um einen japanischen Namen. In der Schreibweise 直美 Naomi wird er überwiegend von Frauen getragen. Er setzt sich aus den Elementen 直 nao „gerade“, „direkt“ und 美 mi „schön“ zusammen. In der Schreibweise 直己 Naomi wird er überwiegend von Männern getragen. Er setzt sich aus den Elementen 直 nao „gerade“, „direkt“ und 己 mi „selbst“ zusammen.

## Verbreitung
Im englischen Sprachraum verbreitete sich der Name erst nach der Reformation. In den Vereinigten Staaten hat er sich als mäßig populärer Name etabliert. Seit Anfang der 2000er Jahre wurde er häufiger vergeben und lag im Jahr 2021 auf Rang 54 der beliebtesten Mädchennamen. In Großbritannien ist der Name zwar verbreitet, wird jedoch seltener vergeben als in den USA.
In Deutschland ist der Name mäßig verbreitet und seltener als seine Variante Noemi. Im Jahr 2021 lag Naomi auf Rang 262 der beliebtesten Mädchennamen.

## Bekannte Namensträgerinnen

### Vorname
- Naomi Alderman (* 1974), britische Schriftstellerin
- Naomi Broady (* 1990), britische Tennisspielerin
- Naomi Campbell (* 1970), britisches Fotomodell
- Naomi Cavaday (* 1989), britische Tennisspielerin
- Naomi Fearn (* 1976), deutsch-amerikanische Comiczeichnerin
- Naomi Feil (1932–2023), US-amerikanische Gerontologin und ehemalige Schauspielerin
- Naomi Grossman (* 1975), US-amerikanische Schauspielerin, Drehbuchautorin und Produzentin
- Naomi Foner Gyllenhaal (* 1946), US-amerikanische Drehbuchautorin und Filmproduzentin
- Naomie Harris (* 1976), britische Schauspielerin jamaikanischer Abstammung
- Naomi Imaizumi (* 1983), japanische Triathletin
- Naomi Kawase (* 1969), japanische Filmregisseurin
- Naomi Klein (* 1970), kanadische Schriftstellerin und Globalisierungskritikerin
- Naomi Krauss (* 1967), Schweizer Schauspielerin
- Naomi Lareine (* 1994), Schweizer R&B-Sängerin
- Naomi Mataʻafa (* 1957), samoanische Politikerin
- Naomi Mitchison (1897–1999), britische Schriftstellerin
- Naomi Nishida (* 1972), japanische Schauspielerin
- Naomi Novik (* 1973), US-amerikanische Schriftstellerin
- Naomi Oreskes (* 1958), Geologin und Wissenschaftshistorikerin
- Naomi Ōsaka (* 1997), japanische Tennisspielerin
- Naomi Russell (* 1983), US-amerikanische Pornodarstellerin
- Naomi Schemer (1930–2004), israelische Sängerin und Songwriterin
- Naomi Scott (* 1993), US-amerikanische Schauspielerin
- Naomi Shindō (* 1972), japanische Synchronsprecherin
- Naomi Sims (1948–2009), US-amerikanisches Fotomodell
- Naomi Teshirogi (* 1980), japanische Fußballschiedsrichterassistentin
- Naomi Totka (* 1995), ungarische Tennisspielerin
- Naomi Watanabe (* 1987), japanische Komikerin
- Naomi Watts (* 1968), australische Schauspielerin und Produzentin
- Naomi Whitehead (* 1910), US-amerikanische Altersrekordlerin

### Künstlername
- Naomi (* 1987), US-amerikanische Wrestlerin

### Familienname
- Terra Naomi (* 1979), US-amerikanische Pop-Sängerin